# Johannes Hefti

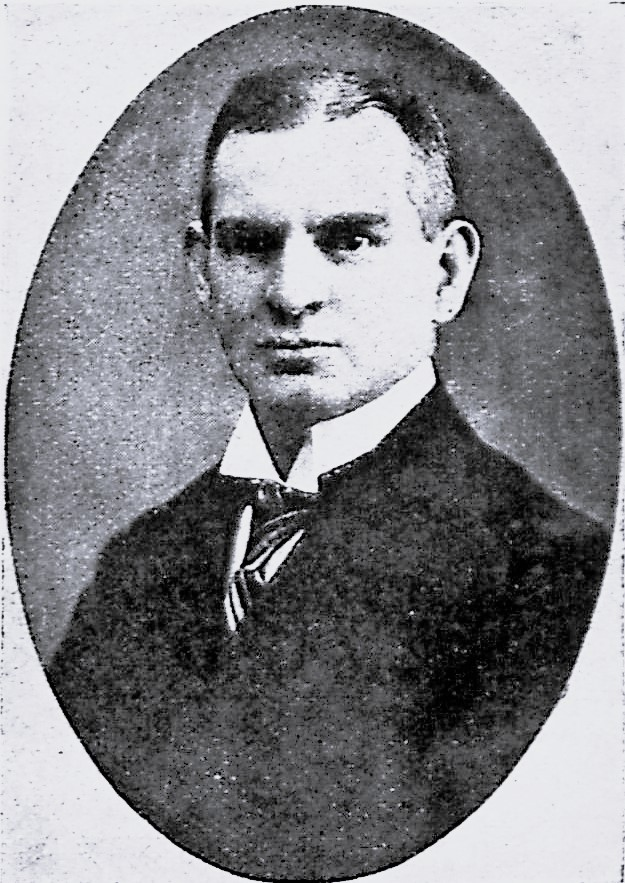
Johannes Hefti

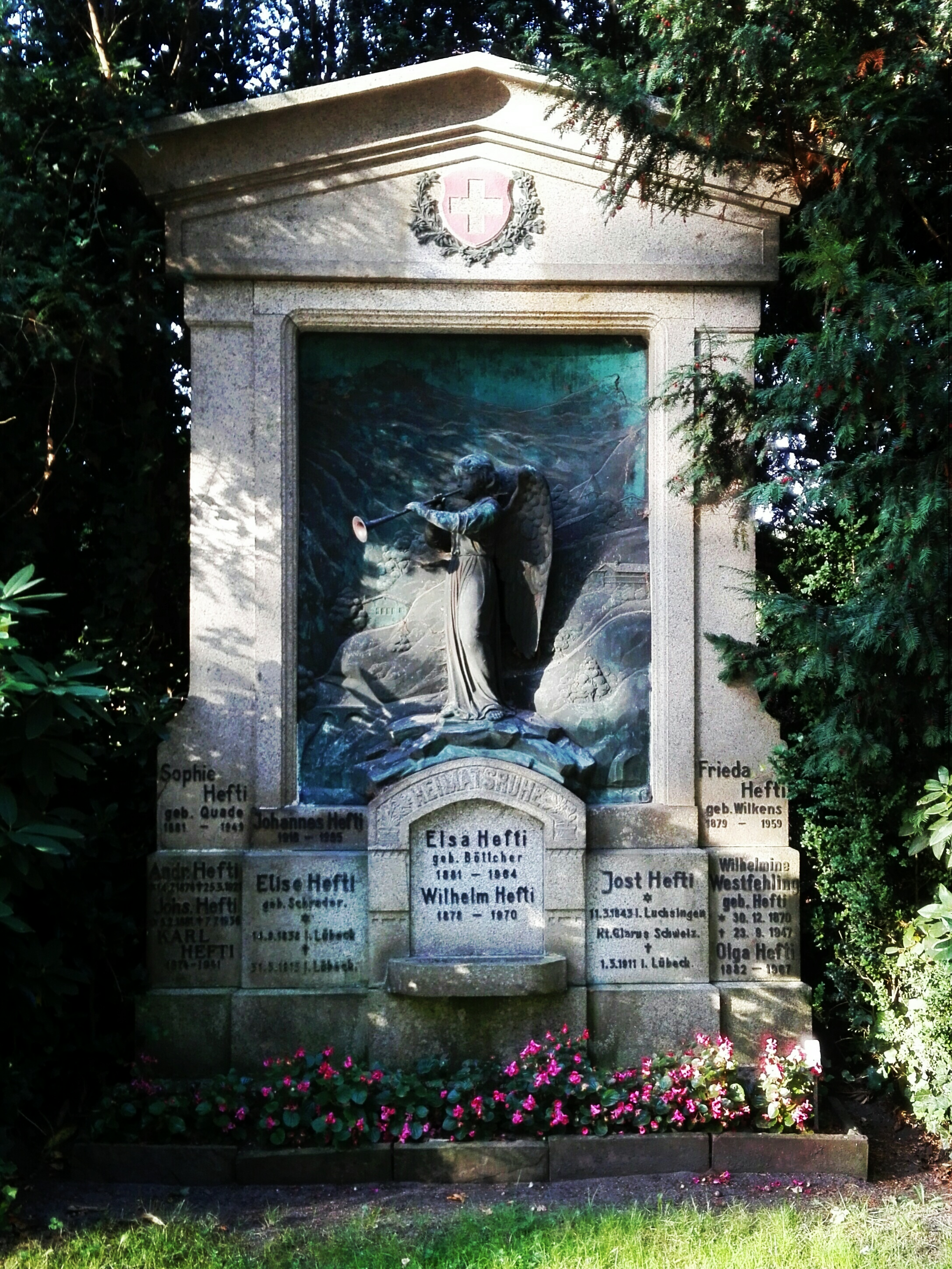
Familiengrab Hefti

Geschäftshaus

Johannes Hefti (* 5. Februar 1881 in Lübeck; † 7. Juli 1936) war ein Unternehmer und Mitglied der Lübecker Bürgerschaft.

## Leben

### Herkunft
Das Wappen auf dem Denkmal des unter Denkmalschutz stehenden Bauwerks des Familiengrabes auf dem Vorwerker Friedhof verweist auf die Herkunft der Familie. Die Familie Hefti war das größte und am weitesten verzweigte Geschlecht im Schweizer Kanton Glarus und ist dort mindestens seit dem 16. Jahrhundert nachweisbar.
Zimmermannsmeister Jost Hefti fand in der Hansestadt seine Frau. Aus dieser Ehe gingen sechs Kinder hervor. Am 5. Mai 1911 wurde er als Familienerster auf dem Friedhof beigesetzt. Noch 2007 lebte eine Enkelin in der Hansestadt.
Das lübeckische Denkmal ist mit der portikusförmigen Darstellung des apokalyptischen Engels besonders markant.

### Laufbahn
Hefti war Teilhaber der 1904 gegründeten Großhandelsfirma „Gebrüder Hefti“.
Als Kandidat des Neuen Grundeigentümer-Vereins wurde Hefti 1921 erstmals in die Lübeckische Bürgerschaft gewählt. Während dieser Amtszeit trat der Gewählte wiederholt rednerisch hervor und gehörte mehrmals dem Bürgerausschuss und anderen ständigen und gemeinsamen Ausschüssen der Bürgerschaft an.
Seitdem das Wohnungsamt bestand, war Hefti in ihm tätig. Er gehörte zu den Mitbegründern des Neuen Grundeigentümervereins und gehörte dessen Vorstand zunächst als Schriftführer an.
Etwa zeitgleich mit Heftis Wahl zum zweiten Stellvertreter des Wortführers der Bürgerschaft wurde er auch zum zweiten Vorsitzenden des Vereins erwählt.
Auf der Bürgerschaftswahl am 10. Februar 1924 wurde Hefti wiedergewählt. Am 3. März 1924 wählte die neuerwählte Bürgerschaft ihr neues Präsidium. Gustav Ehlers (SPD) wurde mit allen Stimmen, mit Ausnahme der Kommunisten, zum Wortführer der Bürgerschaft gewählt. Carl Heinsohn (DVP) wurde anschließend mit 65 von 77 Stimmen zu dessen Erstem Stellvertreter gewählt. Bei der Wahl zum Zweiten Stellvertreter des Wortführers vereinigte Hefti mit 44 von 79 Stimmen die Mehrheit auf sich. Nun ergriff Egon Nickel als Fraktionsführer der Kommunisten das Wort. Er bemängelte, dass sich die Bürgerschaft gegen sie verschworen hätte und nicht Erich Klann, dieser erhielt nur die 10 Stimmen seiner Partei, als Vertreter der drittstärksten Fraktion in der Bürgerschaft auf den ihm zustehenden Platz des dritten Stellvertreters in das Präsidium gewählt hätte. Als Konsequenz müsse Nickel für seine Partei das Misstrauen gegen die Bürgerschaft aussprechen.